# شهرستان آرمسترانگ (تگزاس)
آرمسترانگ (به انگلیسی: Armstrong) شهرستانی در ایالت تگزاس است. در سرشماری سال ۲۰۱۰، جمعیت این شهرستان ۱٬۹۰۱ نفر اعلام شد. مرکز آرمسترانگ شهر کلود است. شهرستان آرمسترانگ در سال ۱۸۷۶ تأسیس شد.

## جغرافیا
طبق اداره آمار آمریکا، این شهرستان مساحتی در حدود ۲٬۳۶۷ کیلومتر مربع دارد.

### شهرها
- کلود